# Mykoła Kapustianski
Mykoła Ołeksandrowycz Kapustianski, ukr. Микола Олександрович Капустянський, ps. „Wiktor Nyzowyj”, „Czumak” (ur. 20 stycznia?/1 lutego 1879 we wsi Sumaki w guberni katerynosławskiej, zm. 19 lutego 1969 w Monachium) – ukraiński polityk, generał Armii Ukraińskiej Republiki Ludowej, jeden z założycieli Organizacji Ukraińskich Nacjonalistów.

## Życiorys
Urodził się w rodzinie prawosławnego kapłana. W 1899 ukończył seminarium duchowne w Jekaterynosławiu, następnie odeską junkierską szkołę piechoty w 1904. Brał udział w wojnie rosyjsko-japońskiej.
W 1912 ukończył Imperatorską Nikołajewską Akademię Wojskową w Petersburgu. Podczas I wojny światowej został awansowany do stopnia pułkownika. Po rewolucji lutowej tworzył ukraińskie jednostki w armii rosyjskiej, został szefem sztabu 1 Dywizji Ukraińskiej, następnie I Korpusu Ukraińskiego w sierpniu 1917, na początku 1918 szefem sztabu frontu północno-zachodniego, utworzonego do walki z bolszewikami. Od marca 1918 był oficerem Sztabu Generalnego Armii URL. W 1920 awansowany do stopnia generała brygady był od maja 1920 generalnym kwatermistrzem Armii Czynnej URL.
Po wojnie polsko-bolszewickiej Kapustianśkyj w 1921 został internowany w Polsce, przebywał w obozie do 1923, po uwolnieniu wyjechał do Francji. W 1929 został jednym z założycieli Organizacji Ukraińskich Nacjonalistów, i członkiem jej Prowodu. W czasie rozłamu poparł frakcję Andrija Melnyka, i pozostawał we władzach OUN-M do śmierci w 1969.

## II wojna światowa
Podczas II wojny światowej Kapustianśkyj został wiceprzewodniczącym Ukraińskiej Rady Narodowej w Kijowie, wskutek czego został aresztowany i uwięziony przez Niemców. Po wypuszczeniu z więzienia zamieszkał we Lwowie.
Po wojnie w 1945 osiadł w Monachium. Był pierwszym przewodniczącym sekcji militarnej rządu URL na emigracji.
Napisał wspomnienia Pochid ukrajinśkych armii na Kyjiw–Odesu v 1919 roci (1922, drugie wydanie 1946)